# 崔英勳
崔英勳（韓語：최영훈），韓國電視劇導演。

## 作品

### 電視劇
- 2003年：SBS《狎鷗亭宗家》
- 2007年：SBS《奔跑吧鯖魚》
- 2008年：SBS《風之畫師》
- 2010年：SBS《婦產科》
- 2011年：SBS《薔薇的戰爭》
- 2012年：SBS《五指》
- 2013年：SBS《溫暖的一句話》
- 2015年：SBS《上流社會》
- 2016年：SBS《倒數第二次戀愛》
- 2017年：SBS《姐姐風采依舊》
- 2020年：SBS《Good Casting》
- 2021年：SBS《One the Woman》
- 2023年：tvN《潘朵拉：偽造的樂園》
- 2025年：ENA《金子般我的明星》[1]

## 外部連結
- NAVER搜索 （页面存档备份，存于）

1. ↑  . Nate.   [2025-03-24]. 原始内容存档于2025-03-25 （韩语）.